# Shania Twain (album)
Shania Twain è l'album di debutto della cantante Country Shania Twain, pubblicato nel 1993 dall'etichetta discografica Mercury. Alla sua uscita il disco non ebbe particolari consensi, ma in seguito, quando la Twain divenne un'artista affermata, i fan recuperarono anche questo album, facendolo diventare un disco di platino.
Dall'album sono stati estratti i singolo What Made You Say That, Dance with the One That Brought You e You Lay a Whole Lot of Love on Me.

## Tracce
CD Mercury 514422-2
1. What Made You Say That - 2:58 (Tony Haselden, Steve Munsey Jr.)
2. You Lay a Whole Lot of Love on Me - 2:48 (Hank Beach, Forest Borders II)
3. Dance with the One That Brought You - 2:23 (Sam Hogin, Gretchen Peters)
4. Still Under the Weather - 3:06 (Skip Ewing, L. E. White, Michael White)
5. God Ain't Gonna Getcha for That - 2:44 (Kent Robbins, Shania Twain)
6. Got a Hold on Me - 2:14 (Rachel Newman)
7. There Goes the Neighborhood - 3:17 (Tommy Dodson, Bill C. Graham, Alan Laney)
8. Forget Me - 3:21 (Stephony Smith)
9. When He Leaves You - 4:21 (Mike Reid, Keny Robbins)
10. Crime of the Century - 3:29 (Richard Fagan, Ralph Murthy)

## Classifiche
| Paese               | Posizione massima |
| ------------------- | ----------------- |
| Canada country      | 28                |
| Norvegia            | 40                |
| Regno Unito         | 113               |
| Stati Uniti Country | 67                |